# Летње олимпијске игре 1976.
XXI Олимпијске игре су одржане 1976. године у Монтреалу, у Канади. МОК се одлучио са Монтреал међу конкурентима који су били Москва и Лос Анђелес, који су касније добили домаћинство Игара 1980. и 1984, редом.
Домаћин је имао тежак задатак. Игре су морале сигурносно бити на највишем нивоу, да би се спречили терористички напади какви су се догодили четири године раније на Играма у Минхену. Осим тога, велика већина афричких земаља је бојкотовала Игре, због тога што је МОК дозволио наступ на Играма представницима Новог Зеланда, чији је рагби тим током те године одржавао спортске сусрете са Јужноафричком Републиком у којој је на снази био апартхејд. То је био почетак политике масовних бојкота Игара, који ће се наставити и на Играма у Москви 1980 као и на Играма у Лос Анђелесу 1984.
Монтреал је због Игара запао и у финансијске проблеме, јер је скупо и амбициозно замишљени спортски парк каснио у изради и вишеструко премашио планиране трошкове. Због тога је следећих година нагло пао интерес градова да се кандидују за домаћина Олимпијских игара, јер је владало мишљење да се ради о скупом и неисплативом пројекту осуђеном на неуспех. Лос Анђелес је међутим осам година касније показао да се у спрези великих спонзора и коришћењем постојећих спортских објеката Игре могу и профитабилно организовати, па је данас бити домаћин Игара не само спортска част већ и профитабилни пословни подухват.
Олимпијски пламен је иницијално запаљен према обичају у Атини, а затим је пребачен у Отаву електронским путем: оригинални пламен је искоришћен као извор електричног импулса, који је пренесен електромагнетским путем у Канаду и тамо њиме упаљен нови пламен, који је касније преко штафете пренесен до Монтреала. Током Игара је једна кишна олуја угасила пламен на стадиону, а дежурна особа је брзо поновно упалила пламен својим упаљачем за цигарете. Организатор је брзо реаговао, угасио “нелегалну” ватру и из резервне ватре оригиналног пламена одмах поновно запалио бакљу на стадиону.
Уза све то, домаћин није имао превише успеха ни на спортском плану, освојивши само 5 сребрних и шест бронзаних медаља, те су постали први, и до данашњег дана једини, домаћини летњих Игара без и једног освојеног злата.

## Најважнији детаљи са Олимпијаде
У такмичарском програму посебну су запажени били следећи наступи:
- 14-годишња Нађа Команечи, гимнастичарка из Румуније је постигла у седам различитих вежби оцену 10 (максималну могућу оцену у том спорту) и освојила три златне медаље, укључујући ону из вишебоја. У гимнастици су се још истакнули Нели Ким са три злата и Николај Андрианов са четири злата (обоје из Совјетског Савеза).
- Виктор Санејев (СССР) је освојио трећу узастопну златну медаљу на ОИ у троскоку, док је Клаус Дибиаси (Италија) направио исти успех у скоковима у воду, дисциплина торањ.
- Алберто Хуанторена, атлетичар из Кубе је постао први тркач који је победио на 400 m и на 800 m на истим Играма. Финац Ласе Вирен је такође победио у две дисциплине, 5000 и 10.000 m и тиме поновио резултат кој је остварио на Играма у Минхену четири године раније.
- Борис Онишченко, члан тима Совјетског Савеза у модерном петобоју је ухваћен у варању: прерадио је ручку свога мача на начин да је систем бележио погодак чак и кад га у стварности није било. Након што је супарницима постало сумњиво да систем региструје поготке увек и само у његову корист, судијским прегледом опреме установљена је превара. Занимљиво је да се стручњаци слажу да је Онишченко и без варања био кандидат за победу, јер је сам био одличан мачевалац, па није јасно зашто се упустио у нечастан подухват.
- Пет боксера из Сједињених Државаа - Шугер Реј Леонард, Леон Спинкс, Мајкл Спинкс, Лео Рендолф и Хауард Дејвис Млађи су освојили златне медаље. Био је то најјачи боксерски тим из Сједињених Држава у историји, јер су од њих петорице четворица (сви осим Дејвиса) касније постала и професионални прваци света у боксу у својој категорији.
- Јапански гимнастичар Шун Фуџимото је извео вежбу на круговима сломљеног колена и то одлично, па је његов тим узело екипно злато. Фуџимото је колено сломио приликом вежбе на партеру, али је умањио озбиљност повреде пред колегама, конкуренцијом и судијама и одрадио и задњу вежбу, чиме је свом тиму донео пресудну предност.

## Попис спортова
(Пливање, ватерполо и скокови у воду су сматрани различитим дисциплинама истог спорта)
| - Атлетика - Бициклизам - Бокс - Дизање тегова - Гимнастика - Хокеј на трави - Рвање - Једрење |  | - Џудо - Кајак и кану на мирним водама - Кошарка - Коњички спорт - Мачевање - Модерни петобој - Фудбал - Одбојка |  | - Пливање - Рукомет - Скокови у воду - Стреличарство - Стрељаштво - Ватерполо - Веслање |

## Распоред такмичења
| ЦО | церемонија отварања | ● | квалификације | 1 | финале | ЦЗ | церемонија затварања |

| датумспортови                 | датумспортови                 | јули   | јули   | јули   | јули   | јули   | јули   | јули   | јули   | јули   | јули   | јули   | јули   | јули   | јули   | јули   | август | Ук.фин. |
| датумспортови                 | датумспортови                 | 17 суб | 18 нед | 19 пон | 20 уто | 21 сре | 22 чет | 23 пет | 24 суб | 25 нед | 26 пон | 27 уто | 28 сре | 29 чет | 30 пет | 31 суб | 1 нед  | Ук.фин. |
| ----------------------------- | ----------------------------- | ------ | ------ | ------ | ------ | ------ | ------ | ------ | ------ | ------ | ------ | ------ | ------ | ------ | ------ | ------ | ------ | ------- |
| Церемоније отварања/затварања | Церемоније отварања/затварања | ЦО     |        |        |        |        |        |        |        |        |        |        |        |        |        |        | ЦЗ     |         |
| Атлетика                      | Атлетика                      |        |        |        |        |        |        | 2      | 3      | 4      | 6      |        | 5      | 5      | 4      | 8      |        | 37      |
| Бициклизам                    | Друмски                       |        |        |        | 1      |        |        |        |        |        | 1      |        |        |        |        |        |        | 6       |
| Бициклизам                    | Велодромски                   |        |        | ●      | 1      | ●      | 1      | ●      | 2      |        |        |        |        |        |        |        |        | 6       |
| Бокс                          | Бокс                          |        | ●      | ●      | ●      | ●      | ●      | ●      | ●      | ●      | ●      | ●      | ●      | ●      |        | 11     |        | 11      |
| Ватерполо                     | Ватерполо                     |        | ●      | ●      | ●      |        | ●      | ●      | ●      |        | ●      | 1      |        |        |        |        |        | 1       |
| Веслање                       | Веслање                       |        | ●      | ●      | ●      | ●      |        | ●      | 6      | 8      |        |        |        |        |        |        |        | 14      |
| Гимнастика                    | Гимнастика                    |        | ●      | 1      | 1      | 2      | 4      | 6      |        |        |        |        |        |        |        |        |        | 14      |
| Дизање тегова                 | Дизање тегова                 |        | 1      | 1      | 1      | 1      | 1      |        | 1      | 1      | 1      | 1      | 1      |        |        |        |        | 10      |
| Једрење                       | Једрење                       |        |        | ●      | ●      | ●      | ●      | ●      |        | ●      | ●      | 5      | 1      |        |        |        |        | 6       |
| Кајак и кану                  | Кајак и кану                  |        |        |        |        |        |        |        |        |        |        |        | ●      | ●      | 6      | 5      |        | 11      |
| Коњички спорт                 | Коњички спорт                 |        |        |        |        |        |        | ●      | ●      | 1      |        | 1      |        | 1      | 1      |        | 1      | 5       |
| Кошарка                       | Кошарка                       |        | ●      | ●      | ●      | ●      | ●      | ●      | ●      | ●      | 1      | 1      |        |        |        |        |        | 2       |
| Мачевање                      | Мачевање                      |        |        |        | ●      | 1      | 1      | 1      | 1      | 1      | ●      | 1      | 1      | 1      |        |        |        | 8       |
| Модеран петобој               | Модеран петобој               |        | ●      | ●      | ●      | ●      | 2      |        |        |        |        |        |        |        |        |        |        | 2       |
| Одбојка                       | Одбојка                       |        | ●      | ●      | ●      | ●      | ●      | ●      | ●      | ●      | ●      | ●      |        | ●      | 2      |        |        | 2       |
| Пливање                       | Пливање                       |        | 2      | 4      | 3      | 4      | 4      |        | 4      | 5      |        |        |        |        |        |        |        | 26      |
| Рвање                         | Рвање                         |        |        |        | ●      | ●      | ●      | ●      | 10     |        |        | ●      | ●      | ●      | ●      | 10     |        | 20      |
| Рукомет                       | Рукомет                       |        | ●      |        | ●      |        | ●      |        | ●      |        | ●      | ●      | 2      |        |        |        |        | 2       |
| Скокови у воду                | Скокови у воду                |        |        | ●      | 1      | ●      | 1      |        | ●      | 1      | ●      | 1      |        |        |        |        |        | 4       |
| Стреличарство                 | Стреличарство                 |        |        |        |        |        |        |        |        |        |        | ●      | ●      | ●      | 2      |        |        | 2       |
| Стрељаштво                    | Стрељаштво                    |        | 1      | 1      | 1      | 1      |        | 2      | 1      |        |        |        |        |        |        |        |        | 7       |
| Фудбал                        | Фудбал                        |        | ●      | ●      | ●      | ●      | ●      | ●      |        | ●      |        | ●      |        | ●      |        | 1      |        | 1       |
| Хокеј на трави                | Хокеј на трави                |        | ●      | ●      | ●      | ●      | ●      | ●      | ●      | ●      | ●      |        | ●      | ●      | 1      |        |        | 1       |
| Џудо                          | Џудо                          |        |        |        |        |        |        |        |        |        | 1      | 1      | 1      | 1      | 1      | 1      |        | 6       |
| Укупно финала по дану         | Укупно финала по дану         |        | 4      | 7      | 9      | 9      | 14     | 11     | 28     | 21     | 10     | 12     | 11     | 8      | 17     | 36     | 1      | 198     |
| Укупно финала до дана         | Укупно финала до дана         |        | 4      | 11     | 20     | 29     | 43     | 54     | 82     | 103    | 113    | 125    | 136    | 144    | 161    | 197    | 198    |         |
| јули/август                   | јули/август                   | 17 суб | 18 нед | 19 пон | 20 уто | 21 сре | 22 чет | 23 пет | 24 суб | 25 нед | 26 пон | 27 уто | 28 сре | 29 чет | 30 пет | 31 суб | 1 нед  | Ук.фин. |

## Списак поделе медаља
(медаље домаћина посебно истакнуте)
| Олимпијске игре 1976 |                           |       |        |        |        |
| Пласман              | Држава                    | Злато | Сребро | Бронза | Ukupno |
| 1                    | СССР                      | 49    | 41     | 35     | 125    |
| 2                    | Источна Немачка           | 40    | 25     | 25     | 90     |
| 3                    | Сједињене Америчке Државе | 34    | 35     | 25     | 94     |
| 4                    | Западна Немачка           | 10    | 12     | 17     | 39     |
| 5                    | Јапан                     | 9     | 6      | 10     | 25     |
| 6                    | Пољска                    | 7     | 6      | 13     | 26     |
| 7                    | Бугарска                  | 6     | 9      | 7      | 22     |
| 8                    | Куба                      | 6     | 4      | 3      | 13     |
| 9                    | Румунија                  | 4     | 9      | 14     | 27     |
| 10                   | Мађарска                  | 4     | 5      | 13     | 22     |
| 11                   | Финска                    | 4     | 2      | 0      | 6      |
| 12                   | Шведска                   | 4     | 1      | 0      | 5      |
| 13                   | Уједињено Краљевство      | 3     | 5      | 5      | 13     |
| 14                   | Италија                   | 2     | 7      | 4      | 13     |
| 15                   | Француска                 | 2     | 3      | 4      | 9      |
| 16                   | Југославија               | 2     | 3      | 3      | 8      |
| 17                   | Чехословачка              | 2     | 2      | 4      | 8      |
| 18                   | Нови Зеланд               | 2     | 1      | 1      | 4      |
| 19                   | Јужна Кореја              | 1     | 1      | 4      | 6      |
| 20                   | Швајцарска                | 1     | 1      | 2      | 4      |
| 21                   | Јамајка                   | 1     | 1      | 0      | 2      |
| 21                   | Северна Кореја            | 1     | 1      | 0      | 2      |
| 21                   | Норвешка                  | 1     | 1      | 0      | 2      |
| 24                   | Данска                    | 1     | 0      | 2      | 3      |
| 25                   | Мексико                   | 1     | 0      | 1      | 2      |
| 26                   | Тринидад и Тобаго         | 1     | 0      | 0      | 1      |
| 27                   | Канада                    | 0     | 5      | 6      | 11     |
| 28                   | Белгија                   | 0     | 3      | 3      | 6      |
| 29                   | Холандија                 | 0     | 2      | 3      | 5      |
| 30                   | Португал                  | 0     | 2      | 0      | 2      |
| 30                   | Шпанија                   | 0     | 2      | 0      | 2      |
| 32                   | Аустралија                | 0     | 1      | 4      | 5      |
| 33                   | Иран                      | 0     | 1      | 1      | 2      |
| 34                   | Монголија                 | 0     | 1      | 0      | 1      |
| 34                   | Венецуела                 | 0     | 1      | 0      | 1      |
| 36                   | Бразил                    | 0     | 0      | 2      | 2      |
| 37                   | Аустрија                  | 0     | 0      | 1      | 1      |
| 37                   | Бермуда                   | 0     | 0      | 1      | 1      |
| 37                   | Пакистан                  | 0     | 0      | 1      | 1      |
| 37                   | Порторико                 | 0     | 0      | 1      | 1      |
| 37                   | Тајланд                   | 0     | 0      | 1      | 1      |
|                      | Укупно                    | 198   | 199    | 216    | 613    |

## Земље које су бојкотовале Игре
Следећих 28 држава је бојкотовало Игре. Бојкот је био због тога што је било дозвољено учешће Новом Зеланду, јер је њихова рагби репрезентација наставила да игра утакмице са Јужном Африком.
| - Алжир - Камерун - Централноафричка република - Чад - Конго - Египат - Етиопија |  | - Габон - Гамбија - Гана - Гвајана - Ирак - Кенија - Либија |  | - Мадагаскар - Малави - Мали - Мароко - Нигер - Нигерија - Судан |  | - Свазиленд - Танзанија - Того - Тунис - Уганда - Горња Волта - Замбија |

Заир се није такмичио, али је наводио финансијске разлоге пре политичких. И Република Кина и Народна Република Кина су бојкотовале игре због питања легитимности друге земље.